# Stuivezand
Stuivezand est un ancien îlot avec un village éponyme au sud de Baarland au milieu de l'Escaut occidental.
Le début de l'île remonte à la construction de digues en 1371 par Guillaume III de Hainaut. Dans les années suivantes, de nouvelles terres ont été récupérées et l'île avait une communauté en 1406 avec son église. Elle a eu une superficie de 400 hectares. Mais au XVe siècle entre 1425 et 1475 la moitié de l'île avait été reprise par la mer. En 1478, la partie la plus ancienne a été inondée à l'exception de l'église. En 1522, l'île a été rattachée au Zuid-Beveland par une digue. Un polder a été créé formant une presqu'île. Mais l'Inondation de la Saint-Félix en 1530 et de 1532, de 1552 et de 1570 ont saccagé l'île. Les habitants l'ont quitté, et au début du XVIIe siècle elle a finalement disparu.

## Référence
- (nl) Cet article est partiellement ou en totalité issu de l’article de Wikipédia en néerlandais intitulé « Stuivezand (historisch) » (voir la liste des auteurs).